# Ujung Padang (Ujung Padang)
Ujung Padang is een bestuurslaag in het regentschap Simalungun van de provincie Noord-Sumatra, Indonesië. Ujung Padang telt 4259 inwoners (volkstelling 2010).